# Hiệp hội bóng đá Israel
Hiệp hội bóng đá Israel (tiếng Hebrew: ההתאחדות לכדורגל בישראל; tiếng Ả Rập: اتحاد إسرائيل لكرة القدم) là tổ chức quản lý, điều hành các hoạt động bóng đá ở Israel. Hiệp hội quản lý đội tuyển bóng đá quốc gia nam và nữ, tổ chức các giải bóng đá như vô địch quốc gia và cúp quốc gia. Hiệp hội bóng đá Israel gia nhập FIFA năm 1929 và UEFA năm 1994.

## Đội hình

### Đội hình hiện tại
Những cầu thủ sau được triệu tập tham dự Vòng loại UEFA Euro 2024 gặp Kosovo và Thụy Sĩ lần lượt vào ngày 25 và 28 tháng 3 2023.
Số lần khoác áo và số bàn thắng được tính đến ngày 28 tháng 3 năm 2023, sau trận đấu với Thụy Sĩ.
| Số | VT | Cầu thủ               | Ngày sinh (tuổi)           | Trận | Bàn | Câu lạc bộ          |
| -- | -- | --------------------- | -------------------------- | ---- | --- | ------------------- |
| 1  | TM | Daniel Peretz         | 10 tháng 7, 2000 (22 tuổi) | 1    | 0   | Maccabi Tel Aviv    |
| 18 | TM | Yoav Gerafi           | 29 tháng 8, 1993 (29 tuổi) | 1    | 0   | SC Ashdod           |
| 23 | TM | Omri Glazer           | 11 tháng 3, 1996 (27 tuổi) | 6    | 0   | Hapoel Be'er Sheva  |
| 2  | HV | Eli Dasa (đội trưởng) | 3 tháng 12, 1992 (30 tuổi) | 54   | 0   | Dynamo Moscow       |
| 4  | HV | Miguel Vítor          | 30 tháng 6, 1989 (33 tuổi) | 7    | 0   | Hapoel Be'er Sheva  |
| 5  | HV | Raz Shlomo            | 13 tháng 8, 1999 (23 tuổi) | 6    | 0   | Maccabi Netanya     |
| 13 | HV | Denny Gropper         | 16 tháng 3, 1999 (24 tuổi) | 3    | 0   | Ludogorets Razgrad  |
| 14 | HV | Doron Leidner         | 26 tháng 4, 2002 (21 tuổi) | 8    | 0   | Austria Wien        |
| 17 | HV | Sagiv Yehezkel        | 21 tháng 3, 1995 (28 tuổi) | 3    | 0   | Hapoel Be'er Sheva  |
| 3  | TV | Dan Glazer            | 20 tháng 9, 1996 (26 tuổi) | 17   | 1   | Maccabi Tel Aviv    |
| 7  | TV | Dolev Haziza          | 5 tháng 7, 1995 (27 tuổi)  | 12   | 0   | Maccabi Haifa       |
| 8  | TV | Dor Peretz            | 17 tháng 5, 1995 (27 tuổi) | 34   | 6   | Maccabi Tel Aviv    |
| 11 | TV | Liran Rotman          | 7 tháng 6, 1996 (26 tuổi)  | 0    | 0   | Maccabi Netanya     |
| 12 | TV | Neta Lavi             | 25 tháng 8, 1996 (26 tuổi) | 14   | 0   | Gamba Osaka         |
| 15 | TV | Oscar Gloukh          | 1 tháng 4, 2004 (19 tuổi)  | 4    | 1   | Red Bull Salzburg   |
| 16 | TV | Gabi Kanichowsky      | 24 tháng 8, 1997 (25 tuổi) | 5    | 0   | Maccabi Tel Aviv    |
| 19 | TV | Mahmoud Jaber         | 5 tháng 10, 1999 (23 tuổi) | 4    | 0   | Maccabi Haifa       |
| 20 | TV | Omri Gandelman        | 16 tháng 5, 2000 (23 tuổi) | 1    | 0   | Maccabi Netanya     |
| 22 | TV | Mohammad Kanaan       | 14 tháng 1, 2000 (23 tuổi) | 2    | 0   | SC Ashdod           |
| 9  | TĐ | Shon Weissman         | 14 tháng 2, 1996 (27 tuổi) | 27   | 4   | Granada             |
| 10 | TĐ | Manor Solomon         | 24 tháng 7, 1999 (23 tuổi) | 33   | 6   | Fulham              |
| 21 | TĐ | Tai Baribo            | 15 tháng 1, 1998 (25 tuổi) | 9    | 3   | Wolfsberger AC      |
|    | TĐ | Itamar Shwiro         | 17 tháng 6, 1998 (24 tuổi) | 3    | 1   | Ironi Kiryat Shmona |
|    |    |                       |                            |      |     |                     |

## Các cầu thủ nổi tiếng
- Dudu Aouate
- Arik Benado
- Yossi Benayoun
- Eyal Berkovic
- Gidi Damti
- Yehoshua Glazer
- Ori Malmilian
- Eli Ohana
- Avi Ran
- Haim Revivo
- Ronny Rosenthal
- Yitzhak Shum
- Giora Spiegel
- Mordechai Spiegler
- Nahom Stelmach
- Yochanan Vollach
- Robby Young